# Dündar Taşer
Dündar Taşer (15 mai 1925 — 14 juin 1972) est un militaire et une figure du nationalisme turc.

## Biographie
Né à Gaziantep dans une famille traditionaliste, il a suivi une formation pour devenir officier dans l'armée turque. Après avoir atteint le grade de commandant, il se fait le défenseur des éléments conservateurs de l'armée et participe au coup d'État de Cemal Gürsel le 27 mai 1960. Forcé de se retirer de l'armée, il rejoint Alparslan Türkeş en devenant membre du Cumhuriyetçi Köylü Millet Partisi (qui deviendra plus tard le MHP).
Défenseur du panturquisme, il a établi un camp d'entraînement militaire visant à entraîner des miliciens chypriotes turcs en 1968.
Il est mort dans un accident de la route en 1972.